# Цобельтиц, Ханс фон
Ханс Каспа́р фон Цобе́льтиц (нем. Hanns Caspar von Zobeltitz; псевдоним Шпильберг; 9 сентября 1853, Позьжадло, Любушское воеводство — 4 апреля 1918, Бад-Энхаузен, Северный Рейн-Вестфалия) — германский писатель

, редактор, издатель.

## Биография
Был сыном помещика родом из Ноймарка. Принимал участие во Франко-прусской войне, затем в 1872—1890 годах служил в звании офицера и был преподавателем в военной школе. В 1891 году стал редактором иллюстрированных журналов Daheim и Velhagen u. Klasings Monatshefte.
Кроме военно-исторических и биографических трудов, написал множество популярных в своё время романов и рассказов, во многих из которых описывались быт Берлина и Бранденбурга. Наиболее известные произведения: Gräfin Langeweile (1889), Militaria, Prinzesschens erste Liehe, Der Strandgraf, Der Alte von Güntersloh, Rohr im Winde, (Die ewiege Braut, Die Kronprinzenpassage, Die Jagd um den Erdbale, Senior und Junior, Der Riesenwicht, Die Stärkere, Ein bedeutender Manu (1900). Ряд его романов были опубликованы под псевдонимами Макс Конрид и Ганс Шпильберг.